# 景潤
景潤（?—?），字子中，號礙雨，正藍旗滿洲人，清光绪三十年（1904年）甲辰恩科进士，殿试位列第二甲第七十名。選庶吉士，散馆授编修，官至侍講。